# Richard Burr
Richard Mauze Burr, född 30 november 1955 i Charlottesville i Virginia, är en amerikansk affärsman och republikansk politiker. Han var ledamot av USA:s senat från delstaten North Carolina från 2005 till 2023. Han var ledamot av USA:s representanthus 1995–2005.
Burr avlade 1978 kandidatexamen vid Wake Forest University. Burr är metodist och han är son till en pastor. Han är en anhängare av George W. Bush. Han är för dödsstraff och för ett tillägg till USA:s konstitution som skulle förbjuda samkönade äktenskap. Han är abortmotståndare.
Från och med 29 december 2017, har Burr röstat med Trump ungefär 96 procent av tiden och har bara röstat emot Trump angående sanktioner mot Ryssland, Nordkorea och Iran.
Den 14 maj 2020 tvingades Burr avgå tillfälligt från sin post som ordförande för senatens underrättelseutskott p.g.a. FBI:s utredning om hans misstänkta insideraffärer på börsen för egen vinning, baserade på hemlig information han erhållit om coronakrisens skadeverkningar på den amerikanska ekonomin. Den 19 januari 2021 meddelade justitiedepartementet att utredningen hade avslutats, utan anklagelser mot Burr.
Burr var en av sju republikanska senatorer som röstade för att döma Donald Trump för uppmuntran till uppvigling i hans andra riksrättsprocess.

## Privatliv
Burr är gift med Brooke Fauth Burr, sedan 1984. Paret har två söner tillsammans.